# 千歲Get You!!
《千歲Get You!!》（日語：ちとせげっちゅ!!）是真島悦也以四格漫畫形式發表的日本漫畫作品。於竹書房的漫畫雜誌月刊『まんがライフオリジナル』在2002年9月号初次掲載，『まんがライフオリジナル』的連載在2007年8月号完結；姊妹雜誌的『まんがライフMOMO』繼續連載中。（参照連載）。
在2005年發售廣播劇CD。2012年播放電視動畫。

## 登場角色
樱庭千歲（さくらば ちとせ）
声 - 堀江由衣（廣播劇CD）/ 仲谷明香（電視動畫）
本作的主角，精力充沛的11歲小學生。在學校就讀5年2班。非常喜歡柏原宏志。
有卡奇色的頭髮，左側頭髮用髮夾夾着。
5月5日出生。名字源自「千歲糖」（5月5日和千歲糖並沒有關係，是作者的誤解。）。
愛吃布丁、糖果和炸雞。
在情人節時送了很多巧克力給宏志。
在刊載雜誌舉辦的人氣讀者投票中，只獲得三位。
柏原 宏志（かしわばら ひろし）
声 - 伊藤健太郎（廣播劇CD）/ 羽多野涉（電視動畫）
在免步村民生科工作，一位年輕的地方公務員。受千歲、藤麻子及外甥女美香所愛。
曾與藤麻子相親一次，因無緣再約會而衷心祝福藤麻子能早日覓得如意郎君。
在人氣讀者投票中獲得了第六位。
美咲
声 - 能登麻美子（廣播劇CD）/ 德井青空（電視動畫）
在人氣讀者投票中獲得了第二位。千歲的同班同學，重度戀父情意結患者，生氣時連藤麻子老師也能即時擊倒，甚至能口部發射死光。
柊 雛子（ひいらぎ ひなこ）
声 - 佐藤利奈（廣播劇CD）/ MAKO（電視動畫）
千歲的同班同學，みさき的親友。家裡有錢的大小姐，最愛角色扮演。
在人氣讀者投票中，擊敗了主角及親友取得第一名。
藤 麻子（ふじ あさこ）
声 - 生天目仁美（廣播劇CD）/ 三石琴乃（電視動畫）
千歲的班主任，喜歡柏原宏志，經常生氣地制止千歲纏繞柏原。曾經與柏原相親一次，但聚少離多。
晚輩老師（後輩先生）
声 - 伊藤静（廣播劇CD）/ 山口立花子（電視動畫）
藤麻子的學妹，留短髮及戴眼鏡。
茂先生（シゲさん）
声 - 緒方賢一（廣播劇CD）/ 辻親八（電視動畫）
柏原宏志的上司。因千歲經常闖到公司纏擾宏志而下令宏志好好看管千歲。
校長先生
千歲學校校長，本名不明。
早會的時話總是很多。
柏原美香
声 - 明坂聰美（電視動畫）
柏原宏志的外甥女（姐姐的女兒）。金色長髮，紮雙馬尾，小學二年級生。因從英國留學回國，所以英語非常好（日記也是以英文書寫）。
愛上舅舅柏原宏志，對宏志直呼其名，視千歲及藤麻子為情敵。

### 宠物
波奇
宏志飼養的狗。是隻全身雪白的日本狗。性格溫順。
コタロー
麻子養的大花猫。
本來コタロー是千歲在它還是小猫的时撿到的，可是給了麻子收養，因此她便繼續養它。
最近，與コタロー相似的猫在麻子身邊出現。

## 書誌情報等

### 連載
- まんがライフオリジナル
- まんがライフMOMO
- ももせたまみSPECIAL増刊号
- 学園パラダイス

### 單行本
1. 第1卷（2004年6月27日初版發行） ISBN 4-8124-5963-X
2. 第2卷（2005年5月27日初版發行） ISBN 4-8124-6162-6
3. 第3卷（2006年5月27日初版發行） ISBN 4-8124-6458-7
4. 第4卷（2007年4月27日初版發行） ISBN 978-4-8124-6572-1
5. 第5卷（2008年4月27日初版發行） ISBN 978-4-8124-6810-4
6. 第6卷（2009年5月11日初版發行） ISBN 978-4-8124-7073-2
7. 第7卷（2010年10月11日初版發行） ISBN 978-4-8124-7450-1
8. 第8卷（2012年8月10日初版發行） ISBN 978-4-8124-7940-7
9. 第9卷（2013年2月9日初版發行） ISBN 978-4-8124-8090-8

## 電視動畫
2012年7月開始在AT-X、埼玉電視台、KBS京都、niconico動画、BANDAI CHANNEL、樂天ShowTime播放。

### 工作人員
- 原作 - 真島悦也（竹書房刊/「月刊まんがライフMOMO」連載中）
- 監督・腳本・人物設定・分鏡・演出・作画監督 - 佐野隆雄
- 原画 - 佐野隆雄、井嶋けい子、松井誠
- 色彩設計・色指定・検査 - 大塚奈津子
- 美術監督 - 高田真理
- 撮影監督 - 柏原進
- 編集 - 吉武将人
- 音響監督 - 川添憲五
- 音樂 - 流歌
- 音樂制作 - スクラムスタッフ
- 音響制作 - ダックスプロダクション
- 制作人 - 藤井宣宏、鈴木伸明、山崎明日香、石塚治寿、金子逸人
- 制作公司 - ドリームクリエイション
- 動畫制作 - SILVER LINK.
- 製作著作 - 竹書房、SPO、AT-X

### 主題曲
片頭曲（第1話-第13話）
作詞 - 津田好久 / 作曲 - 水城新人、宮崎京一 / 編曲 - 宮崎京一 / 歌 - 千歲（仲谷明香）、美咲（德井青空）、雛子（MAKO）
片尾曲（第14話-）
作詞 - RUCCA / 作曲 -  / 歌 - 山口立花子、飯塚麻結
通信制高校クラーク記念国際高等学校的声優学科講師・山口立花子和生徒・飯塚麻結組成的歌手組合出道。

### 各集列表
| 話数   | 副标题          | 中文标题      | 柴犬子情報角                                      |
| ------ | --------------- | ------------- | ------------------------------------------------- |
| 第1話  |                 | 千歲的每一天  | 『直笛與背包 Re』&『希望宅邸』ブルーレイ&DVD      |
| 第2話  |                 | 相亲          | アイドルDVD『今野杏南 あんちょびーむ』            |
| 第3話  |                 | 大人的魅力    | 映画『狼的孩子雨和雪』                            |
| 第4話  |                 | 爱父子        | CD『しばいぬ子さんのうた』                        |
| 第5話  |                 | Cosplay的雛子 | ビジュアルムック『Voice Angel』                   |
| 第6話  |                 | 写生          | 單行本『AGC38 Love Stories in 吉祥寺 巧克力革命』 |
| 第7話  |                 | 避难训练      | 『隠密劍士』DVD-BOX                               |
| 第8話  |                 | 大家一起！    | 緋色的碎片 季封村秋祭典                           |
| 第9話  |                 | 平时的日常    | 『+tic模型姊姊』Blu-ray&DVD                       |
| 第10話 |                 | 老师的弱点？  | DVD『麻雀最強戦2012 著名人代表決定戦 風神編』     |
| 第11話 |                 | 七夕          | DVD『貓語少女』                                   |
| 第12話 |                 | 游泳池开放    | 竹書房動物DVD系列『兔島日和』                     |
| 第13話 |                 | 夏祭          | 漫畫『女高網球部』                                |
| 第14話 |                 | 读书之秋？    | DVD『希望宅邸plus』『千歲Get You！！』『柴犬子』  |
| 第15話 |                 | 运动会        | 千歲Get You!!BD&DVD&CD發售記念活動                |
| 第16話 |                 | 美香登场      | 『新的世界』コンプリートBOX                       |
| 第17話 |                 | 吃饭          | 『千歲Get You!!』CDミニアルバム                   |
| 第18話 |                 | 减肥          | 『織田信奈的野望』Blu-ray&DVD                     |
| 第19話 |                 | 像个女孩子    | 『男!あばれはっちゃく』DVD-BOX                    |
| 第20話 |                 | 圣诞节        | DVD『課長の恋』                                   |
| 第21話 |                 | 大扫除与回忆  | 『在蒼色世界的中心』主題歌CD                      |
| 第22話 |                 | 除夕          | 『偵探歌劇 少女福爾摩斯Live in武道館』Blu-ray&DVD |
| 第23話 |                 | 新年參拜      | 『柴犬子』一挙放送                                |
| 第24話 | 柏原の1日       | 柏原的一天    | 黏土人『赤座燈里』                                |
| 第25話 | 手作りしましょ  | 親自動手作    | 漫画『石田和朝倉』                                |
| 第26話 | 早いモノ勝ちっ! | 先到先得      | 新番組『漫研社』                                  |

### 播放電視台
日本深夜動畫：下文記載的日本国内播放時間使用日本標準時間（UTC+9）表示。因為部分時間标识會採用30小时制，因此請留意这类超过24:00的时间，其實際播放時間為翌日清晨。
| 播放地區 | 播放電視台 | 播放日期               | 播放時間（UTC+9）    | 所屬聯播網 | 備註                  |
| -------- | ---------- | ---------------------- | -------------------- | ---------- | --------------------- |
| 日本全國 | AT-X       | 2012年7月1日 - 9月23日 | 星期日 24:56 - 25:00 | 衛星電視   | 有重播 14話後移動時段 |
| 日本全國 | AT-X       | 2012年9月30日 -        | 星期日 25:56 - 26:00 | 衛星電視   | 有重播 14話後移動時段 |
| 京都府   | KBS京都    | 2012年7月3日 - 9月25日 | 星期二 25:30 - 25:35 | 独立局     |                       |
| 埼玉縣   | 埼玉電視台 | 2012年7月5日 -         | 星期四 25:00 - 25:05 | 独立局     |                       |
| 日本全國 | 萬代頻道   | 2012年7月6日 -         | 星期五 12:00 - 12:04 | 網絡電視   |                       |

| KBS京都 星期二 25時30分 - 25時35分 節目 | KBS京都 星期二 25時30分 - 25時35分 節目  | KBS京都 星期二 25時30分 - 25時35分 節目 |
| --------------------------------------- | ---------------------------------------- | --------------------------------------- |
|                                         | 千歲Get You!! （2012年7月3日 - 9月25日） |                                         |
| 直笛與背包 Re                           | 漫研社 （1月8日連續2話播放）             |                                         |

## 外部連結
- 竹書房4コママンガ誌オフィシャルサイト | 4コマ堂（页面存档备份，存于）（日語）
- 電視動畫官方網站（日語）